# Proto-Industrialisierung
Protoindustrie (auch Proto-Industrialisierung oder Protoindustralisierung)  ist ein geschichtswissenschaftlicher Fachbegriff für eine bestimmte Form der Frühindustrialisierung. In der jüngeren Forschung gilt der Begriff allerdings als überholt, da er auf einem linearen Fortschrittsverständnis beruht.
Unter Protoindustrie werden die Formen von industrieller Fertigung verstanden, die eine Serienproduktion von Gütern und Waren in verteilten Werkstätten und Manufakturen darstellten. Teile des Fertigungsprozesses fanden dabei auch auf der Basis von Heimarbeit statt.

## Charakteristiken
Der Begriff bedeutet so viel wie „Erst-Industrialisierung“, aber eher im Sinne von „Vor-Industrialisierung“. Gemeint ist damit ein Prozess, der lange vor der Industriellen Revolution einsetzte. In dieser Zeit begann die ländliche Bevölkerung, v. a. im landwirtschaftlichen Nebenerwerb Güter für den Export aus der Region dezentral herzustellen. Besonders verbreitet war dieses Verlagssystem auf dem Gebiet der Textilherstellung (v. a. Spinnen und Weben). Mit steigender Nachfrage entwickelte sich vielerorts eine Marktproduktion. Eine ländliche Hausindustrie entstand. Sie war noch nicht von Maschinen, aber auch nicht mehr von der Landwirtschaft bestimmt. Händler brachten Haushalten Rohstoffe; diese blieben ihr Eigentum. Haushaltsmitglieder produzierten aus den Rohstoffen Produkte wie z. B. Kleider. Die Händler holten die fertigen Produkte ab, bezahlten die Produzenten und verkauften die Waren.
Zur Proto-Industrialisierung gehören auch die kameralistischen Bemühungen der aufgeklärt-absolutistischen Herrscher des 18. Jahrhunderts, die durch gezielte Förderung etwa im Bereich der Montanindustrie oder Keramikindustrie eine Weiterentwicklung ihrer Volkswirtschaft beabsichtigten. Die Protoindustrie führte laut einer These zu einem verstärkten Bevölkerungswachstum, da es jetzt auch außerhalb rein agrarischer Tätigkeiten Beschäftigungsmöglichkeiten gab. Dieses Wachstum ist durch Mikrostudien empirisch nicht oder nur für einzelne heute in Deutschland liegende Regionen nachgewiesen worden.
Durch die Proletarisierung großer Teile der Bevölkerung, durch die Vergrößerung von Märkten und durch verstärkte Kapitalakkumulation förderte die Protoindustrialisierung die anschließende Industrialisierung.
Diese These ist von Historikern kritisiert worden. Sie nannten als Gegenargumente, dass nur ein Teil des in die Industrialisierung geflossenen Kapitals in den Heimgewerben erwirtschaftet wurde und auch schon vor der angeblichen Protoindustrialisierung eine Kommerzialisierung der Landwirtschaft nachzuweisen ist.

## Periodisierung und Beispiele
Einen festen Zeitraum für die protoindustrielle Zeit kann man nicht festmachen, da diese Entwicklung regional unterschiedlich verlief und in Teilen der Dritten Welt noch anhält. Generell reicht die Zeitperiode der Protoindustrie im mitteleuropäischen Raum vom Spätmittelalter und der Frühneuzeit mit starken regionalen Schwankungen bis in das 18. bis 19. Jahrhundert. Der Proto-Industrialisierung folgten die Frühindustrialisierung und die Hochindustrialisierung. Die Übergänge waren in manchen Region eher abrupt (zum Beispiel weil sie Anschluss an das Eisenbahnnetz bekamen) und in anderen eher fließend.
Beispiele für Protoindustrie sind lokale Häufungen von wassergetriebenen Hammerwerken, Mühlen und Schleifkotten an den Wasserläufen, die wie z. B. im Wupperviereck in Gesamtheit für einen hohen Grad an Industrialisierung der Region verantwortlich sind, ohne ein eindeutiges industrielles Zentrum zu bilden. Auch an der Lenne (Sauerland) gab es eine solche Häufung.
Auch Ansätze von maschinellen Tätigkeiten werden erkennbar, etwa die Seidenzwirnmühlen ab dem Spätmittelalter, wo per Wasserrad mit der Zeit  über 200 Spindeln zugleich angetrieben werden konnten.

## Kritik
Die neuere Technik – und Wissenschaftshistorische Forschung nutzt den Begriff der „Protoindustrialisierung“ kaum mehr. Er wurde kritisiert, da er eine lineare Fortschrittsentwicklung nahelegt. Die industrielle Revolution werde in diesem Verständnis als unvermeidbar verstanden, weswegen vorherige Entwicklungen notwendigerweise darauf zu liefen. Diese Sicht historischer Abläufe gilt inzwischen als überholt. Dem gegenüber wird die Offenheit der historischen Entwicklung und ihre Komplexität betont. Zudem spielt die Produktion im Haushalt im Konzept der Proto-Industrialisierung eine wichtige Rolle. Empirisch ließ sich diese keineswegs an allen Orten nachweisen.

## Schweiz
Charakteristisch für die Periode der Proto-Industrialisierung in der Schweiz waren vor allem die Verlagssysteme und einige Manufakturen. Im ausgehenden 18. Jahrhundert gab es aber auf Schweizer Gebiet nach wie vor nur rund fünfzig Manufakturen mit zwischen 50 und 100 Arbeitern. Sie dienten einer gewissen Produktions-Rationalisierung in Form einer organisatorischen Zentralisierung und einer teilweisen Arbeitszerlegung. Die Mehrzahl davon nutzte auch die Wasserkraft. In der Textilbranche dominierte klar das Verlagssystem, mit einer rationelleren Nutzung der vorab bäuerlichen Heimarbeit.